# Itchan Kala
Itchan Kala (en ouzbek : Ichan qalʼa) est le nom de la vieille ville (quartier historique) de Khiva, en Ouzbékistan. Celle-ci est retranchée derrière des murailles de brique hautes d'une dizaine de mètres de l'ancienne oasis qui était l'ultime étape des caravaniers avant leur traversée du désert en direction de l'Iran. 

## Histoire
La vieille ville recèle aujourd'hui plus de 50 monuments historiques et 250 vieilles maisons, datant principalement des XVIIe au XIXe siècles. Bien qu'ayant conservé peu de monuments très anciens, elle constitue un exemple cohérent et bien préservé d'architecture musulmane de l'Asie centrale avec des constructions remarquables comme la mosquée Djouma, avec son hall majestueux et ses 112 colonnes antiques, les mausolées et les médersas, ainsi que les deux magnifiques palais édifiés au début du XIXe siècle par le khan Alla-Kouli. La citadelle d'Itchan Kala, avec ses quatre tourelles, mesure 600 mètres de long et 400 mètres de large. Elle a bénéficié d'un vaste plan de restauration mené à partir de 1975 par les Soviétiques, notamment l'architecte Iossif Notkine.  
Depuis 1990, le quartier d'Itchan Kala de Khiva est inscrit au patrimoine mondial de l'UNESCO.
|  |  |  |  |  |
|  |  |  |  |  |